# Иосиф II (патриарх Константинопольский)
Патриа́рх Иоси́ф II (греч. Πατριάρχης Ιωσήφ Β; умер 10 июня 1439) — константинопольский патриарх с 1416 по 1439 год. Сын болгарского царя Ивана Шишмана.

## Биография
Родился в 1360 году по одной версии в семье болгарского царя Ивана Шишмана и его жены Сары. Однако, так как Иван Шишман рожден около 1350 года, версия о его отцовстве несостоятельна. О раннем периоде жизни Иосифа известно мало, только то, что он был монахом на Афоне.
С 1393 года был митрополитом Эфесским.
21 мая 1416 года избран Патриархом Константинопольским.
Поддержал византийского императора Иоанна VIII в его стремлении заключить унию с Римско-Католической церковью.
В 1437 году Иосиф отказался поставить на русскую митрополию рязанского епископа Иону, а поставил Исидора, который так же, как и он, отпал в унию.
Вместе с императором посетил Флорентийский собор. Во время пребывания во Флоренции был расквартирован в Палаццо Ferrantini. Он был изображён на фресках Беноццо Гоццоли, которые находятся в Капелле волхвов в Палаццо Медичи-Риккарди.
Иосиф был очень стар и болен и умер уже через 2 месяца — 10 июня 1439 года. Его смерть вызвала печаль всех присутствующим на заседании Собора, поскольку он был ревностным сторонником церковной унии. Был похоронен в доминиканской монастырской церкви Санта-Мария-Новелла во Флоренции со сложным фресковым портретом в полу-византийском стиле.
Его преемником на посту Патриарха Константинополя стал Митрофан II, который был назначен императором Иоанном VIII по причине его аналогичной про-унионистской позиции.